# アベベネクスト
株式会社アベベネクスト（ABeBe-next inc.）は、かつて東京都港区に所在した日本の芸能事務所。

## 概要
1994年（平成6年）6月、浅野ゆう子と佐野史郎がそれぞれの事務所から独立したことを機に株式会社アァベェベェとして設立。2013年（平成25年）8月1日、組織改革に伴い、現社名に変更。
社名は「従来の芸能プロダクションから一歩抜きん出た存在を目指す」という意味を込め、エチオピアのマラソンランナーとして活躍したアベベ・ビキラの名を冠している。
2021年（令和3年）11月30日をもって事務所を解散。27年半の歴史に幕を降ろした。

## Eaupure
本事務所の実質的な後継事務所。

### 所属事務所
- 浅野ゆう子
- 伊藤正之
- 神田朝香
- 浅野琳

## 解散時に所属していた俳優
- 浅野ゆう子
- 佐野史郎
- 伊藤正之
- 石川真希
- 月船さらら

## NEXT POWER
- 浅野琳
- 田中さち恵
- 八木拓海
- 奥野太陽

## 解散時には既に所属していなかった俳優
- 市川染五郎
- 山田明郷（現所属：フロム・ファーストプロダクション）
- 梶原善（現所属：シス・カンパニー）
- 田宮五郎（キャストパワーへ移籍後死去）
- 松田ケイジ（現所属：インターフレンド）
- 宇梶剛士（現所属：オフィス33）